# Роман Дзеслевський
Роман Дзеслевський (пол. Roman Dzieślewski; 18 січня 1863 — 8 серпня 1924) — видатний вчений електротехнік, ректор Львівської Політехніки у 1901—1902 роках, багаторічний член Політехнічного товариства у Львові, засновник електротехнічної секції цього товариства.

## Біографія
Роман Дзеслевський народився 8 січня 1863 року в Тарнові в родині Леона та Габріели Дзеслевських із Моравіцких. Окрім Романа, у родині було ще двоє синів — Валеріан та Владислав, а також донька Феліція, яка померла в дитинстві. Обидва брати Романа Дзеслевського були інженерами. Брат Валеріан відомий як автор проєкту вузькоколійної залізниці в Закопаному.

### Освіта
У 1878 році, у віці 15 років, Роман Дзеслевський із відзнакою закінчує середню школу в Ярославі і вступає на механічний факультет Цісарсько-королівської технічної академії у Львові. Іще в студентські роки стає асистентом кафедри геодезії у професора Домініка Зброжка, а також проходить практику в будівельній фірмі архітектора Вінсента Равського.
1883 року, у 20-річному віці, з відзнакою закінчує Львівську політехніку й отримує стипендію від уряду для дворічного навчання в найкращих університетах Європи. У 1883—1885 роках навчається в Берліні в гірничій академії та технічному університеті. Окрім теоретичного навчання, практикується на фабриці телеграфної апаратури в Берліні та на машинобудівному заводі у Вінтертурі (Швейцарія).
По закінченню навчання в 1885 році повертається до Львова й працює в технічному бюро інженера Францішека Рихновського, що розташовувалося в будинку при тодішній вулиці Хоронщизна, 15 (нині вулиця Чайковського).
У 1885 — 1887 роках проходить військову службу на Австро-угорському флоті.

### Наукова і викладацька діяльність
27 жовтня 1890 року у Цісарсько-королівській політехнічній школі у Львові відкривається кафедра електротехніки. На посаду керівника цієї кафедри було висунуто дві кандидатури — Францішека Добринського, який уже викладав електротехніку із 1888 року та Романа Дзеслевського. 27 вересня 1891 року Роман Дзеслевський очолив кафедру електротехніки і одночасно отримав посаду надзвичайного професора.
За дорученням австрійського крайового уряду Галичини у 1891 році молодий професор відвідує всесвітню виставку в Парижі. Окрім цього він відвідує Німеччину, Францію та Іспанію, бере участь у виставках у Антверпені, Барселоні та Чикаго. У 1891–1892 за дорученням магістрату Львова Роман Дзеслевський разом із відомим архітектором Юліушом Гохберґерор проводить дослідження, пов'язані із будівництвом у Львові електричного трамвая. Результати досліджень існуючих систем електричного трамвая, які на той час діяли у містах Європи і Америки були видані у 1892 році у вигляді окремої книжки «Доповідь у справі електричної колії у місті Львові» (пол. «Sprawozdanie w sprawie kolei elektrycznej w mieście Lwowie»). У своїй роботі автори переконливо довели переваги електричного трамвая над кінним та паровим, а також запропонували траси майбутніх трамвайних маршрутів.
Одночасно у Цісарсько-королівській політехнічній школі молодий професор займається організацією електротехнічної лабораторії, домагається виділення на цю лабораторію державних коштів. Як на ті часи електротехнічна лабораторія Цісарсько-королівської політехнічної школи була добре обладнана, тому студенти могли отримувати не лише теоретичні знання, але й знайомитися із будовою і роботою електричних машин на практиці і проводити необхідні вправи та експерименти.
Оскільки наприкінці XIX століття електротехніка, як наука і як галузь машинобудування, розвивалася дуже швидко, професор Дзеслевський постійно розширював обсяги курсу цієї дисципліни. Уже в 1892 році у програму навчання із цієї дисципліни входила не лише загальна електротехніка, але й окремі курси електричних машин, трансформаторів, електричного освітлення та вимірювальних приладів. Пізніше було додано курс будівництва електростанцій. Лекції Романа Дзеслевського користувалися великою популярністю серед студентів. 1892—1893 навчальний рік у Цісарсько-королівській політехнічній школі розпочався із публічної лекції Романа Дзеслевського «Погляд на передачу електричної енергії» (пол. Pogląd na elektryczne przenoszenie siły).
На початках кафедра електротехніки у Цісарсько-королівській політехнічній школі не мала асистентів і професор читав усі лекції. Першим його асистентом з 1893 року був Здіслав Станецький, наступними його співпрацівниками були відомі майбутні професори Габріель Сокольницький, Казимир Іташевський, Казимир Древновський та Вацлав Гунтер.
Маючи лише 32 роки від народження, 18 серпня 1895 року Роман Дзеслевський стає ординарним професором. У 1898 році Роман Дзеслевський видав академічний підручник «Енциклопедія електротехніки». Підтримав активні контакти із електротехніками із Російської імперії.
Окрім власне викладання, професор Роман Дзеслевський активно займався адміністративною роботою. Протягом шести років обирався деканом механічного факультету, а іще протягом п'яти — був заступником декана цього факультету.
У 1901—1902 навчальному році був ректором Цісарсько-королівської політехнічної школи у Львові, а 1902—1903 — проректором цього навчального закладу. Під час ректорства Романа Дзеслевського у Цісарсько-королівській політехнічній школі відбулися два перших захисти докторських дисертацій Михайла Корнеля та Яна Блаута.
З огляду на бурхливий розвиток електротехніки і її застосування, професор Дзеслевський постійно удосконалював викладання цієї дисципліни. Із 1906 року на кафедрі електротехніки разом із ним починає викладати професор Александер Ротгерт. У Цісарсько-королівській політехнічній школі у Львові створюється окремий електротехнічний відділ, а і 1912 року професор Дзеслевський починає викладати електротехніку на курсах післядипломної освіти для інженерів-машинобудівників.
Під час першої світової війни та Польсько-української війни (1914—1920 років) навчання у Цісарсько-королівській політехнічній школі часто переривалися і у навчальних корпусах розміщувався військовий шпиталь. Але не дивлячись на усі труднощі у 1917 році відбувся перший випуск інженерів-електротехніків. Першим студентом, що отримав диплом із відзнакою був Станіслав Фризе. У 1918 році Цісарсько-королівську політехнічну школу покинув професор Олександр Ротгерт, однак зусиллями професора Дзеслевського електротехнічний відділ не лише вижив, але й продовжив свій розвиток — після роботи у промисловості та енергетиці його учні почали повертатися на роботу в альма-матер. Кафедру електровимірювань разом із лабораторією очолив Казимир Ідашевський, а кафедру електричного обладнання — Габріель Сокольницький. Сам Дзеслевський очолював кафедру загальної електротехніки. У 1922 році Роман Дзеслевський консультує першого у Львівській Політехніці докторанта в галузі електротехніки Станіслава Фриза, а у 1923 очолює комісію по захисту дисертації.

### Громадська діяльність
У 1880 році стає членом Політехнічного товариства у Львові, а у 1895–1896 роках був секретарем цього товариства. Обіймаючи посаду секретаря товариства запропонував ряд реформ, багато працював вечорами заради вирішення справ товариства. Покинувши посаду секретаря Політехнічного товариства у Львові Роман Дзеслевський допомагав розвитку секретаріату, в тому числі і фінансово. У 1901 у Політехнічному товаристві діє електротехнічна секція під керівництвом Дзеслевського, до якої увійшли М. Альтенберг, К. Древновський, Т. Гайчак та директор львівського трамваю Йозеф Томицький. Група проводила дуже активну роботу в галузі електротехнічної термінології і завершила роботу над «Німецько-польським словником технічних і наукових термінів в галузі магнетизму, електрики та електротехніки», яку розпочав професор Т. Зеранський із Дармштадського технічного університету. У 1902 році електротехнічна секція Політехнічного товариства напрацювала правила експлуатації електричного трамвая у Львові.
За видатний внесок у діяльність товариства Роман Дзеслевський у 1907 році отримав статус почесного члена.
Під час проведення у Львові V з'їзду польських техніків, професор Дзеслевський керував електротехнічною секцією, у роботі якої взяли участь також К. Древновський, Т. Гайчак та Й. Томицький.
У 1916–1920 роках Роман Дзеслевський входить до складу ради Політехнічного товариства у Львові.
У 1919 році професор Дзеслевський бере участь в установчому з'їзді Польського товариства електротехніків, того ж року електротехнічна секція Політехнічного товариства стає регіональним осередком Польського товариства електротехніків.
У 1901 році професора Дзеслевського обирають послом до Галицького сейму. Протягом 16 років був членом «Ради столичного міста Львова» (пол. Rada Stołecznego Miasta Lwowa), де займався вирішенням різноманітних технічних проблем міста. E 1905 році опублікував у газеті «Слово польське» серію статей, щодо створення організації технічних відділів у адміністрації міста. Він вважав, що технічні служби міста залишалися незмінними іще від часів спорудження оборонних мурів міста, однак із плином часу місто стало центром промисловості і торгівлі і необхідними для його функціонування стали сучасні служби зв'язку, транспорту, каналізації та водопостачання.
Роман Дзеслевський запропонував реорганізацію міських технічних служб. Відділ архітектури, за його проектом, мав би керувати будинками, парками та цвинтарями, відділ міської інженерії мав би займатися будівництвом доріг, мостів та каналізаційних колекторів. Крім того мав бути іще створений відділ, який би займався перспективними планами розвитку міста. Місто, за проєктом Дзеслевського, мало б мати власні підприємства постачання газу, електрики та води та міського транспорту. Професор вважав, що для нормальної роботи міських підприємств необхідна ґрунтовна підготовка інженерів та техніків. Свої пропозиції, щодо реформування міського господарства Львова, він порівнював зі станом міського господарства у містах Німеччини.
Як державний діяч, Роман Дзеслевський був одним із ініціаторів створення закладів водопостачання у Бориславському регіоні.

### Родина
У 1897 році професор Роман Дзеслевський одружився із Марією-Ядвігою Іпогорською-Лінкевич (пол. Marią Jadwigą Ipohorską-Lenkiewicz). У них народилося троє дітей — син Сігізмунд та дві дочки — Гражина та Данута. Із 1906 року Роман Дзеслевський із родиною мешкав на власній віллі «Гражина» на сучасній вулиці Коновальця, 102. 1923 році професор змінив своє прізвище на Здіслевський, оскільки вважав форму «Дзеслевський» спотвореною, але його син залишив собі прізвище Дзеслевський. Згодом родина Дзеслевських переїхала до будинку на вулиці Сакраменток, 22 (нині — Вулиця Туган-Барановського).

### Смерть, поховання та увічнення пам'яті
Видатний науковець Роман Дзеслевський раптово помер 8 серпня 1924 року в маєтку своєї дружини в селі Касинові поблизу містечка Івацевичі на Поліссі (тепер Брестська область, Білорусь). Похований у родинному склепі на Личаківському цвинтарі у Львові. На честь Романа Дзеслевського у Львові було названу вулицю (нині це вулиця Волі).
За пропозицією електротехнічних наукових товариств 2013 рік — рік 150-ліття із дня народження вченого — був проголошений «Роком Романа Дзеслевського».